# Moldauische Autonome Sozialistische Sowjetrepublik

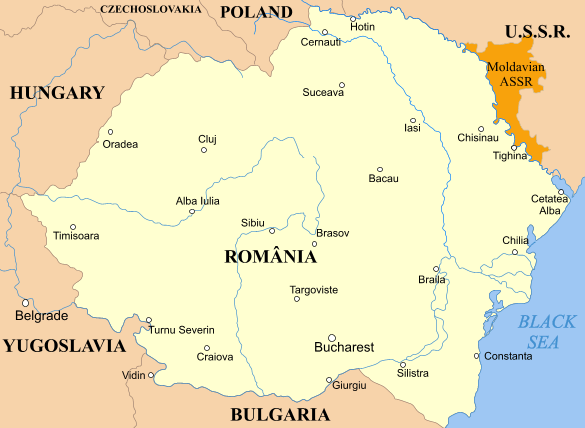
Die Moldauische ASSR gegenüber dem Bessarabien einschließenden Großrumänien 1919–1940

Die Moldawische bzw. Moldauische Autonome Sozialistische Sowjetrepublik (russisch Молдавская Автономная Советская Социалистическая Республика Moldawskaja Awtonomnaja Sowjetskaja Sozialistitscheskaja Respublika – kurz МАССР/MASSR) war eine autonome Teilrepublik (ASSR) innerhalb der Ukrainischen SSR zwischen dem Ersten und Zweiten Weltkrieg. Sie erstreckte sich östlich des Dnister auf einer Fläche von 8.100 km², auf der etwa 545.000 Menschen lebten.
Regierungssitz war 1924–1929 Balta, 1929–1940 Tiraspol, formale Hauptstadt allerdings das aus sowjetischer Sicht „vorübergehend rumänisch besetzte“ Kischinjow (Chișinău). Die autonome Republik war in 11 Rajons (Kreise) gegliedert.

## Territorium

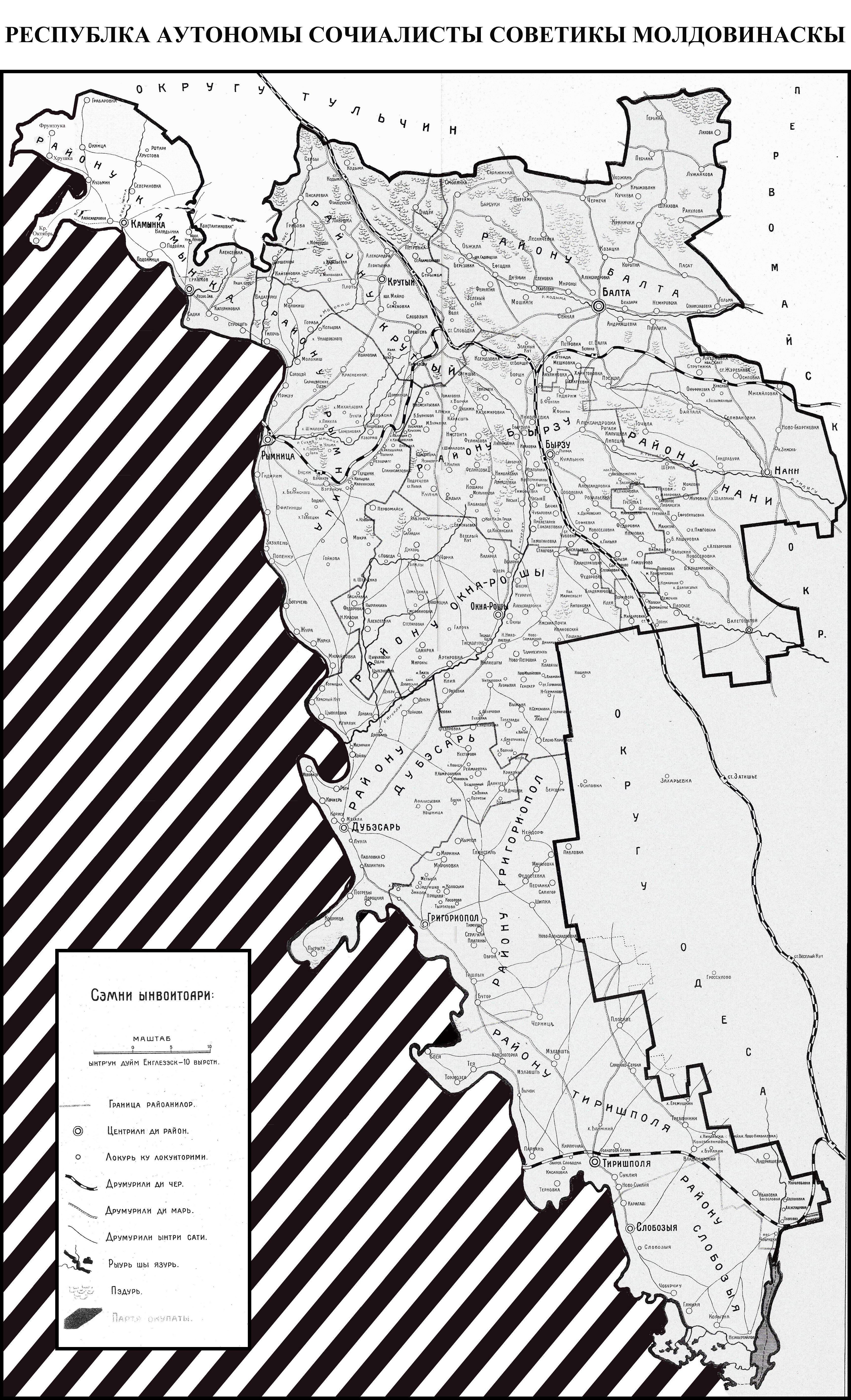
Russische Karte der MASSR

Das Gebiet der Moldauischen Autonomen Sozialistischen Sowjetrepublik war nicht identisch mit dem Territorium der späteren Moldauischen SSR, sondern umfasste das Territorium der heutigen Pridnestrowischen Moldauischen Republik (Transnistrien) zuzüglich der heute ukrainischen Bezirke Balta und Podilsk (vor 1935 Birsula, bis 2016 Kotowsk).

## Gründung
Die MASSR wurde am 12. Oktober 1924 am Ostufer des Dnister von bessarabischen Kommunisten und einflussreichen Vertretern der moldauischen Minderheit mit Unterstützung Moskaus am linken Ufer gegründet, um eine eigene moldauische Identität zu konstruieren. Bessarabien war von den Revolutionswirren von 1917/18, den Auflösungserscheinungen des Zarenreichs und der bolschewistischen Machtübernahme 1918 betroffen. Der Landesrat rief deshalb am 24. Januarjul. / 6. Februar 1918greg. Rumänien um militärischen Beistand an, woraufhin rumänische Truppen einmarschierten. Am 9. April 1918 erklärte Bessarabien unter Beibehalt einer Teilautonomie, den Anschluss an Rumänien für ewige Zeiten. Im November 1918 wurde die Vereinigung mit Rumänien vollzogen und der Sfatul Țării löste sich auf. Das Gebiet wurde Rumänien 1920 durch den Vertrag von Paris zugesprochen. Der Vertrag wurde jedoch von Japan, den USA und der Sowjetunion nicht ratifiziert. Deshalb schlug der Versuch Rumäniens, Bessarabien als eigenes Territorium völkerrechtlich anzuerkennen, fehl.
Aus sowjetischer Sicht, die den Anschluss an Rumänien nicht anerkennen wollte, handelte es sich dabei „um eine inszenierte Abspaltung von Russland und eine planmäßige Annexion durch Rumänien“. Infolgedessen wurde das Gebiet der ASSR bereits am 7. März 1924 zur Autonomen Oblast erhoben. Von der moldauischen Nationalbewegung wird der Vorwurf erhoben, die Gründung der MASSR habe ausschließlich dazu gedient, die sowjetischen Ansprüche auf das frühere russische Gouvernement Bessarabien (ursprünglich die östliche Hälfte des Fürstentum Moldau von 1350 bis zur Annexion durch Zar Alexander I., sodann 1812–1918 russisch, mit einer Unterbrechung zwischen 1856 und 1878 für den südwestlichen Teil) auf dem Westufer des Flusses zu untermauern. 
Die Gründung der MASSR sollte jedoch zwei Zielen der entstehenden Außenpolitik der Sowjetunion dienen: Sie sollte das Eindringen von sowjetischer Propaganda in das Königreich Rumänien erleichtern und damit die sozialistische Revolution exportieren, und zum anderen dafür sorgen, dass die bessarabische Frage ein wichtiges Thema der internationalen Politik blieb. So gelang es der Sowjetunion mit der Etablierung der MASSR entlang der rumänischen Grenze, den Druck auf Rumänien in den Verhandlungen über die Zukunft Bessarabiens zu erhöhen, die Erfolge des Sowjetsystems hervorzuheben und als Gegenmodell zur Monarchie Rumänien als politischer Magnet zu wirken.

## Bevölkerung

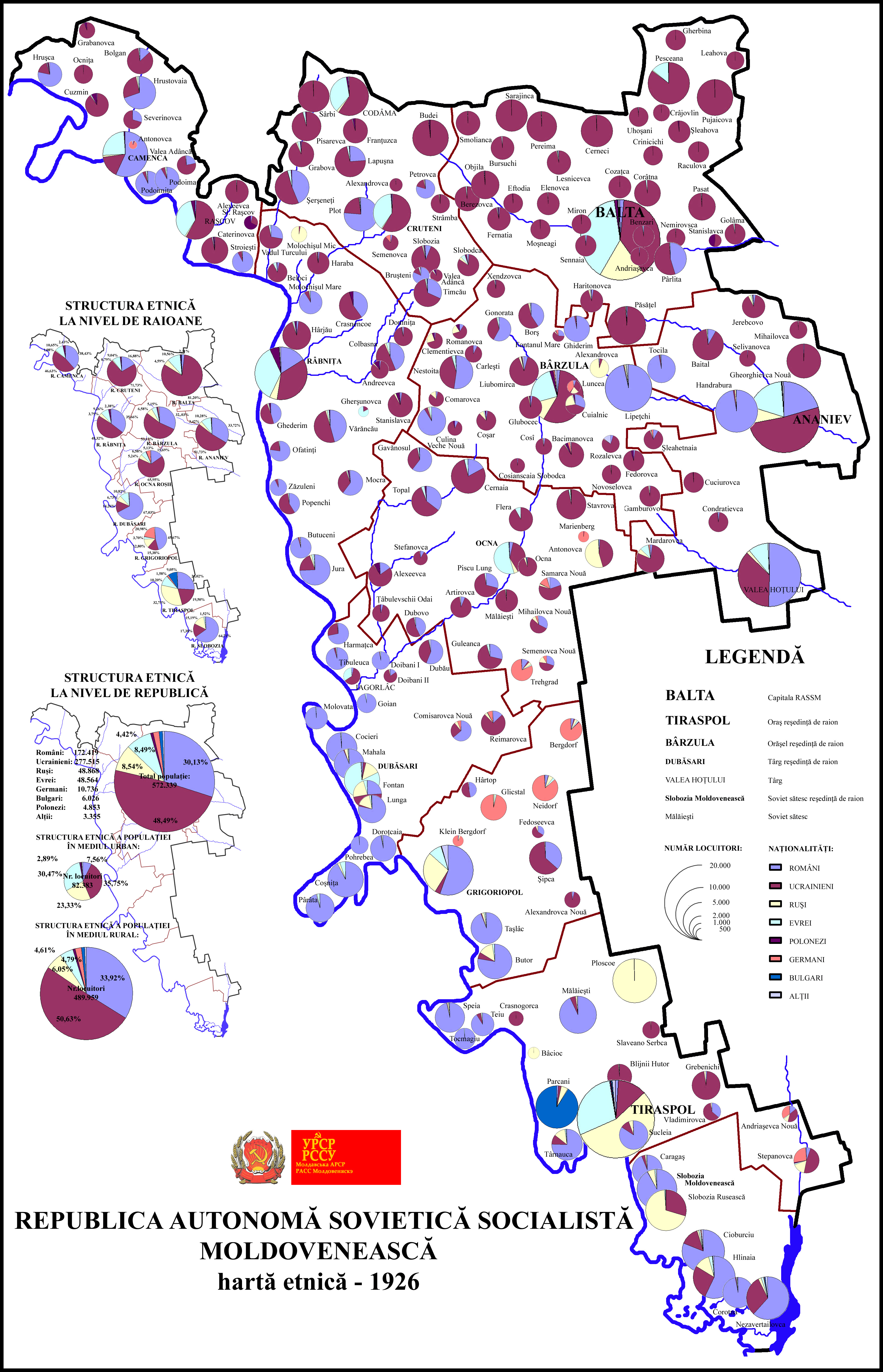
Ethnische Zusammensetzung der Moldauischen ASSR nach dem Zensus 1926

Die Moldauische ASSR umfasste ausschließlich Gebiete, die zwar niemals zum früheren rumänischen Fürstentum Moldau gehört hatten, in denen es aber Ausläufer des Siedlungsgebietes der rumänischsprachigen Bevölkerung gab. 32 Prozent der Bevölkerung ordneten sich der moldauischen Titularnation zu, während sich 46 Prozent der ukrainischen Ethnie zuordneten, sodass die von der sowjetischen Statistik so bezeichneten Moldauer eine Minderheit in ihrer eigenen Autonomen Republik darstellten.
Um die Bindungen zu Rumänien zu kappen und eine Irredenta-Bewegungen nach einer künftigen Annexion Bessarabiens zu verhindern, begannen sowjetische Historiker, Ethnologen und Philologen, die Eigenständigkeit einer von der rumänischen Nation verschiedenen moldauischen Nation zu betonen. Die rumänische Sprache wurde in „moldauische Sprache“ umbenannt und ab 1930 mit kyrillischen Buchstaben verschriftet.
Laut der sowjetischen Volkszählung von 1926 betrug die Bevölkerungszahl 572.339 Personen, darunter 172.419 Moldauer (30,1 Prozent), 277.515 Ukrainer (48,5 Prozent), 48.868 Russen (8,54 Prozent), 48.564 Juden (8,49 Prozent), 10.739 Deutsche (1,87 Prozent).
| Rajon                                      | Gesamtbevölkerung | Moldauer / in Prozent | Ukrainer | Russen | Juden | Polen | Deutsche | Bulgaren | Andere | Heutige Lokalisierung des Rajons |
| ------------------------------------------ | ----------------- | --------------------- | -------- | ------ | ----- | ----- | -------- | -------- | ------ | -------------------------------- |
| Dubossary                                  | 42.609            | 28.559 ... 67,03      | 6.077    | 2.867  | 4.612 | 27    | 246      | 16       | 205    | Republik Moldau – Transnistrien  |
| Slobodseja                                 | 37.617            | 24.341 ... 64,71      | 6.537    | 5.714  | 571   | 22    | 72       | 25       | 335    | Republik Moldau – Transnistrien  |
| Grigoriopol                                | 30.094            | 13.744 ... 45,67      | 4.629    | 3.851  | 1.114 | 33    | 6.315    | 21       | 387    | Republik Moldau – Transnistrien  |
| Kamenka                                    | 39.169            | 15.038 ... 38,39      | 18.263   | 424    | 4.172 | 952   | 215      | 4        | 86     | Republik Moldau – Transnistrien  |
| Rybniza                                    | 47.731            | 17.023 ... 35,66      | 23.064   | 1.809  | 4.422 | 1.138 | 28       | 15       | 232    | Republik Moldau – Transnistrien  |
| Ananjew                                    | 62.289            | 21.005 ... 33,72      | 32.224   | 2.136  | 6.406 | 164   | 122      | 8        | 227    | Ukraine – Oblast Odessa          |
| Birsula (ab 1935 Kotowsk, ab 2016 Podilsk) | 57.823            | 18.521 ... 32,03      | 30.717   | 3.804  | 2.978 | 710   | 446      | 19       | 628    | Ukraine – Oblast Odessa          |
| Tiraspol                                   | 64.750            | 16.845 ... 26,02      | 12.627   | 21.205 | 6.608 | 147   | 1.020    | 5.862    | 436    | Republik Moldau – Transnistrien  |
| Krutyje (ab 1930 Kodyma)                   | 50.913            | 8.592 ... 16,88       | 36.518   | 402    | 4.601 | 481   | 118      | 5        | 196    | Ukraine – Oblast Odessa          |
| Krasnyje Okny                              | 41.249            | 6.472 ... 15,69       | 27.203   | 2.161  | 2.718 | 341   | 2.118    | 19       | 217    | Ukraine – Oblast Odessa          |
| Balta                                      | 75.061            | 1.895 ... 2,52        | 70.830   | 316    | 1.246 | 485   | 17       | 4        | 268    | Ukraine – Oblast Odessa          |
| Balta (Stadt)                              | 23.034            | 369 ... 1,60          | 8.826    | 4.182  | 9.116 | 353   | 22       | 28       | 138    | Ukraine – Oblast Odessa          |

## Politische Führung
Erster Vorsitzender des Revolutionskomitees bzw. Zentralen Exekutivkomitees der MASSR (1924–1926) sowie Vorsitzender des regionalen Rates der Volkskommissare (1926–1928 und 1932–1937) wurde Grigori Borissow (1880–1937).
Nach Borisows Tod blieb die MASSR faktisch führungslos, bis 1938 Tichon Konstantinow (1898–1957) Vorsitzender des Zentralen Exekutivkomitees und Fjodor Browko (1904–1960) Vorsitzender des Rates der Volkskommissare bzw. Vorsitzender des Revolutionskomitees wurde.

## Umwandlung
Nachdem die Sowjetunion 1940 den bessarabischen Teil des damaligen Rumäniens durch militärische Besetzung in Übereinstimmung mit dem Hitler-Stalin-Pakt eingenommen hatte, wurde die MASSR am 2. August 1940 geteilt und aufgelöst. Die das heutige Transnistrien umfassenden Raione Camenca, Rîbnița, Dubăsari, Grigoriopol und Tiraspol wurden mit dem bis zum Pruth reichenden bessarabischen Teil des damaligen Rumäniens zusammengeschlossen und zur eigenständigen Moldauischen SSR erhoben. Die Bezirke Balta und Kotowsk fielen direkt an die Ukrainische SSR, die damit 60 Prozent des Gebietes der ehemaligen MASSR erhielt. Browko wurde Vorsitzender des Präsidiums des Obersten Sowjets der neu entstandenen Moldauischen SSR, Konstantinow rückte als Vorsitzender des Rates der Volkskommissare nach.
1941 besetzten rumänische Truppen als Verbündete Hitler-Deutschlands erneut Bessarabien sowie das Territorium der einstigen MASSR einschließlich des gesamten übrigen Transnistria-Gebietes im Rahmen des deutschen Überfalls auf die Sowjetunion. Bei der sowjetischen Sommeroffensive von 1944 gelangte das Gebiet jedoch wieder unter sowjetische Herrschaft.